# كلوديا فيغا
كلوديا فيغا (بالإسبانية: Claudia Vega)‏ (و. 1999 – م) هي ممثلة من إسبانيا . ولدت في برشلونة .

## روابط خارجية
- كلوديا فيغا على موقع IMDb (الإنجليزية)
- كلوديا فيغا على موقع روتن توميتوز (الإنجليزية)
- كلوديا فيغا على موقع ألو سيني (الفرنسية)
- كلوديا فيغا على موقع أول موفي (الإنجليزية)
- كلوديا فيغا على موقع قاعدة بيانات الفيلم (الإنجليزية)
- كلوديا فيغا على موقع كينوبويسك (الروسية)